# Nicolas Gueusquin
Nicolas Gueusquin is een in 1994 opgericht champagnehuis dat in Dizy is gevestigd. Het bedrijf bezit 10 hectare wijngaard. In de kelders kunnen 20 000 hectoliter wijn en 3 miljoen flessen worden bewaard. De firma heeft boeren met 280 hectare grond gecontracteerd. Zij leveren de druiven waarvan het snelgroeiende bedrijf champagne maakt.
- De Nicolas Gueusquin Brut NV is een assemblage van pinot noir en chardonnay. De Brut Sans Année is het visitekaartje en de meest verkochte champagne van het huis.
- De Nicolas Gueusquin Brut 1er Cru NV is een assemblage van pinot noir en chardonnay afkomstig uit de premier cru-gemeenten van de champagne.
- De Nicolas Gueusquin Blanc de Blancs is een assemblage van 1er Cru chardonnay. De term blanc de blancs houdt in dat deze witte wijn van uitsluitend witte druiven werd gemaakt,
- De Nicolas Gueusquin Brut 1er Cru Rosé NV is een assemblage van pinot noir en chardonnay. Dit is een roséchampagne.
- De Nicolas Gueusquin 1er Cru Vintage is een assemblage van pinot noir en chardonnay. De term "vintage" duidt erop dat dit een millésime is. Alle gebruikte druiven zijn van één oogstjaar.
- De Nicolas Gueusquin Brut Cuvée Prestige is een assemblage van pinot noir, pinot meunier en chardonnay. Deze cuvée de prestige is de beste champagne van het huis.

De firma beschikt over grote roestvrijstalen vaten, die gekoeld kunnen worden om een ongewenste tweede gisting in het voorjaar tegen te gaan. In ondergrondse kelders in de krijtrotsen zijn 40 elektrisch aangedreven gyropalettes opgesteld zodat de remuage, het draaien van de flessen zodat gist en depot in de hals terechtkomen, geautomatiseerd is. De wijn mag twee jaar op gist rijpen.